# TXNDC12
TXNDC12‏ (Thioredoxin domain containing 12) هوَ بروتين يُشَفر بواسطة جين TXNDC12 في الإنسان.